# چارلی بریتانیا
چارلی بریتانیا (انگلیسی: Charlie Brittain؛ ۷ ژوئن ۱۸۸۷ – ۳۱ ژوئیهٔ ۱۹۴۹) بازیکن فوتبال اهل بریتانیا بود.
از باشگاه‌هایی که در آن بازی کرده‌است می‌توان به باشگاه فوتبال پورتسموث، باشگاه فوتبال نورث‌همپتون تاون، باشگاه فوتبال تاتنهام هاتسپر، و باشگاه فوتبال کاردیف سیتی اشاره کرد.